# Burgund (Weinbaugebiet)
| Daten                     | Daten                         |
| ------------------------- | ----------------------------- |
| Weinbaugebiet:            | Burgund                       |
| Land:                     | Frankreich                    |
| Weinbau seit:             | 2. Jahrhundert                |
| Fläche:                   | 24.000 ha                     |
| Weinproduktion:           | 180 Millionen Flaschen (Jahr) |
| Anteil Qualitätswein:     | 70 % AOC                      |
| Website:                  | Offizielle Website            |
| Karte                     |                               |
| Das Weinbaugebiet Burgund |                               |

In der französischen Weinregion Burgund befinden sich einige der berühmtesten Weinberge der Welt. Dort werden Rotweine aus den Rebsorten Pinot Noir und Gamay sowie Weißweine aus den Rebsorten Chardonnay und Aligoté hergestellt. Zugelassen, aber seltener verwendet werden Pinot Gris und Pinot Blanc. Bei der Klassifikation der Weine wird dem sogenannten Terroir, also der Weinbergslage die größte Aufmerksamkeit gewidmet. Da gerade der Pinot Noir empfindlich auf Unterschiede von Boden und Mikroklima reagiert, sind die Unterschiede zwischen den Lagen spürbar. In der Hierarchie kommen an der Spitze zuerst Grand Crus, Premier Crus und dann die Villages-Weine. Dazu werden die regionalen Appellationen Bourgogne (aus Pinot Noir oder Chardonnay), Bourgogne Aligoté, Crémant de Bourgogne gezählt sowie Bourgogne Passetoutgrains und Bourgogne Grand Ordinaire, in die auch Gamay einfließt. Dazwischen befinden sich noch die spezifischeren Appellationen Bourgogne Hautes Côtes de Beaune, Bourgogne Haute Côtes de Nuits, Bourgogne Côte Chalonnaise und Bourgogne Côtes d’Auxerre.
Viele Weinbergslagen sind in kleinste Parzellen zersplittert. Die Qualität kann auch innerhalb einer Lage je nach Winzer erheblich variieren.
Ein Teil der Weinbaugebiete, die Climats der Côte de Nuits und Côte de Beaune, steht seit 2015 unter dem Schutz des Weltkulturerbes der UNESCO.

## Klima, Geologie und Boden

### Klima
Das Klima im Burgund ist weitgehend kontinental geprägt. Der Winter ist merklich kalt, doch zumeist trocken. Im Chablis bilden Spätfröste eine besondere Gefahr. Sowohl im Mai und Juni sowie im Oktober setzen häufig ergiebige Regenfälle ein. Aufgrund der nördlichen Lage sind die Sommer vergleichsweise kurz. Daher eignet sich das Burgund nur für früh reifende Rebsorten.

#### Temperaturen und Niederschläge

##### Auxerre
Für die Stadt Auxerre (207 m), galten zwischen 1961 und 1990 folgende Daten:
| Monat                                                                 | Jan  | Feb  | Mär  | Apr  | Mai  | Jun  | Jul  | Aug  | Sep  | Okt  | Nov  | Dez  | Jahr  |
| --------------------------------------------------------------------- | ---- | ---- | ---- | ---- | ---- | ---- | ---- | ---- | ---- | ---- | ---- | ---- | ----- |
| Mittlere minimale Temperaturen °C                                     | 0,1  | 0,7  | 2,5  | 4,7  | 8,2  | 11,4 | 13,3 | 13,1 | 10,7 | 7,5  | 3,2  | 0,8  | 6,4   |
| Mittlere Temperaturen °C                                              | 2,9  | 4,2  | 6,7  | 9,7  | 13,4 | 16,7 | 19,1 | 18,7 | 16   | 11,9 | 6,4  | 3,5  | 10,8  |
| Mittlere maximale Temperaturen °C                                     | 5,6  | 7,7  | 10,9 | 14,7 | 18,6 | 22,1 | 24,9 | 24,3 | 21,4 | 16,3 | 9,7  | 6,2  | 15,2  |
| Mittlere monatliche Niederschläge (mm)                                | 54,2 | 50,1 | 49   | 43,4 | 74,9 | 62,5 | 47,2 | 54,9 | 52,1 | 58,1 | 52,8 | 57,3 | 656,6 |
| Quelle: Archives climatologiques mensuelles - für Auxerre (1961–1990) |      |      |      |      |      |      |      |      |      |      |      |      |       |

##### Dijon
Für die Stadt Dijon (316 m), galten zwischen 1961 und 1990 folgende Daten:
| Monat                                                               | Jan  | Feb  | Mär  | Apr  | Mai  | Jun  | Jul  | Aug  | Sep  | Okt  | Nov  | Dez  | Jahr  |
| ------------------------------------------------------------------- | ---- | ---- | ---- | ---- | ---- | ---- | ---- | ---- | ---- | ---- | ---- | ---- | ----- |
| Mittlere minimale Temperaturen °C                                   | −1   | 0,1  | 2,2  | 5    | 8,7  | 12   | 14,1 | 13,7 | 10,9 | 7,2  | 2,5  | −0,2 | 6,3   |
| Mittlere Temperaturen °C                                            | 1,6  | 3,6  | 6,5  | 9,8  | 13,7 | 17,2 | 19,7 | 19,1 | 16,1 | 11,3 | 5,6  | 2,3  | 10,5  |
| Mittlere maximale Temperaturen °C                                   | 4,2  | 7    | 10,8 | 14,7 | 18,7 | 22,4 | 25,3 | 24,5 | 21,3 | 15,5 | 8,6  | 4,8  | 14,8  |
| Mittlere monatliche Niederschlagsmenge (mm)                         | 49,2 | 52,5 | 52,8 | 52,2 | 86,3 | 62,4 | 51   | 65,4 | 66,6 | 57,6 | 64,2 | 62   | 732,2 |
| Quelle: Archives climatologiques mensuelles - für Dijon (????–1990) |      |      |      |      |      |      |      |      |      |      |      |      |       |

Im Jahr 2007 galt :
| Monat                                                             | Jan | Feb | Mär | Apr  | Mai  | Jun  | Jul  | Aug  | Sep  | Okt  | Nov | Dez | Jahr |
| ----------------------------------------------------------------- | --- | --- | --- | ---- | ---- | ---- | ---- | ---- | ---- | ---- | --- | --- | ---- |
| Mittlere Temperaturen °C                                          | 5,3 | 6,4 | 6,9 | 14,7 | 15,6 | 18,5 | 18,7 | 18,2 | 14,4 | 10,7 | 5,3 | 1,6 | 11,3 |
| Quelle: Mittlere Temperaturen am messpunkt von Dijon im Jahr 2007 |     |     |     |      |      |      |      |      |      |      |     |     |      |

Im Jahr 2008 wurden folgende Daten erhoben:
| Monat                                                             | Jan | Feb | Mär | Apr | Mai  | Jun  | Jul  | Aug  | Sep  | Okt  | Nov | Dez | Jahr |
| ----------------------------------------------------------------- | --- | --- | --- | --- | ---- | ---- | ---- | ---- | ---- | ---- | --- | --- | ---- |
| Mittlere Temperaturen °C                                          | 3,8 | 4,7 | 6,3 | 9,1 | 15,8 | 17,8 | 19,9 | 18,6 | 13,8 | 10,3 | 6,4 | 2,1 | 10,7 |
| Quelle: Mittlere Temperaturen am messpunkt von Dijon im Jahr 2008 |     |     |     |     |      |      |      |      |      |      |     |     |      |

##### Mâcon
Für die Stadt Mâcon (216 m), galten zwischen 1961 und 1990 folgende Daten:
| Monat                                                               | Jan  | Feb  | Mär  | Apr  | Mai  | Jun  | Jul  | Aug  | Sep  | Okt  | Nov  | Dez  | Jahr  |
| ------------------------------------------------------------------- | ---- | ---- | ---- | ---- | ---- | ---- | ---- | ---- | ---- | ---- | ---- | ---- | ----- |
| Mittlere minimale Temperaturen °C                                   | −0,6 | 0,7  | 2,5  | 5,2  | 8,9  | 12,3 | 12,4 | 13,9 | 11,1 | 7,5  | 2,9  | 0,1  | 6,6   |
| Mittlere Temperaturen °C                                            | 2,1  | 4    | 6,8  | 10   | 13,9 | 17,5 | 20,1 | 19,4 | 16,4 | 11,7 | 6    | 2,7  | 10,9  |
| Mittlere maximale Temperaturen °C                                   | 4,9  | 7,3  | 11,1 | 14,8 | 18,9 | 22,8 | 25,7 | 24,9 | 21,7 | 15,9 | 9,1  | 5,3  | 15,2  |
| Mittlere monatliche Niederschlagsmenge (mm)                         | 66,3 | 60,9 | 58,7 | 69,4 | 85,9 | 74,7 | 58,1 | 77,1 | 75,7 | 71,7 | 72,7 | 70,4 | 841,4 |
| Quelle: Archives climatologiques mensuelles - für Mâcon (1961–1990) |      |      |      |      |      |      |      |      |      |      |      |      |       |

#### Sonnenscheindauer
Für die drei Städte galt zwischen 1961 und 1990 folgende Erhebung (in Stunden):
| Monat   | Jan  | Feb  | Mär   | Apr   | Mai   | Jun   | Jul   | Aug   | Sep   | Okt   | Nov  | Dez  | Jahr   |
| ------- | ---- | ---- | ----- | ----- | ----- | ----- | ----- | ----- | ----- | ----- | ---- | ---- | ------ |
| Auxerre | 53   | 86   | 126   | 167   | 192   | 222   | 255   | 224   | 181   | 126   | 71   | 55   | 1758   |
| Dijon   | 53,1 | 88,4 | 140,3 | 177,8 | 204,4 | 234,9 | 266,2 | 229,4 | 193,7 | 124,4 | 67,7 | 53,8 | 1831,1 |
| Mâcon   | 56,1 | 87,8 | 146,5 | 185,9 | 211,6 | 249,3 | 288,9 | 250,2 | 202,8 | 124,5 | 68,6 | 52,5 | 1927,7 |
|         |      |      |       |       |       |       |       |       |       |       |      |      |        |

### Geologie
Die Weinberge des Burgund liegen in der Regel an den südöstlich ausgerichteten Hängen zwischen 150 und 400 Metern Höhe über dem Meeresspiegel. Im Untergrund dominiert der Jurakalk. Gemeinsam mit einer Schicht Mergel ergibt dies die Grundstruktur der Böden des Burgund. Durch die Erosion haben sich die verschiedenartigsten Böden aus den Hauptkomponenten gebildet. Zusammen mit den Komponenten Gefälle des Hangs sowie der Lage und dem damit verbundenen Mikroklima ergibt sich ein Mosaik an unterschiedlich bewerteten Weinbergslagen.
Aufgrund seiner nördlichen Lage kommt der optimalen Ausrichtung der Rebflächen zur Sonneneinstrahlung eine wichtige Rolle zu. Daher bildete sich der Qualitätsweinbau nur dort aus, wo diese Grundvoraussetzung gilt. Geologisch gesehen teilt sich das Weinbaugebiet in zwei große Subzonen auf:
Zwischen Dijon und dem nördlich von Lyon gelegenen Beaujolais erstreckt sich über nahezu 200 km ein östlich bis südöstlich ausgerichteter Steilabbruch. Dieser Steilabbruch liegt zwischen dem Graben der Saône sowie der Ebene von Bresse und dem Zentralmassiv sowie den welligen Kreide-Hügeln des Burgund. Der Steilabbruch ist das Resultat einer tektonischen Verwerfung im Erdzeitalter des Tertiärs. Durch Erosion sowie durch Bildung kleiner Täler durch Wasserläufe formte sich das heute bekannte Bild.
Vom Süden kommend ändert sich das Erscheinungsbild beständig und die Höhendifferenz zwischen der Ebene und Oberkante des Abbruchs nimmt zu.

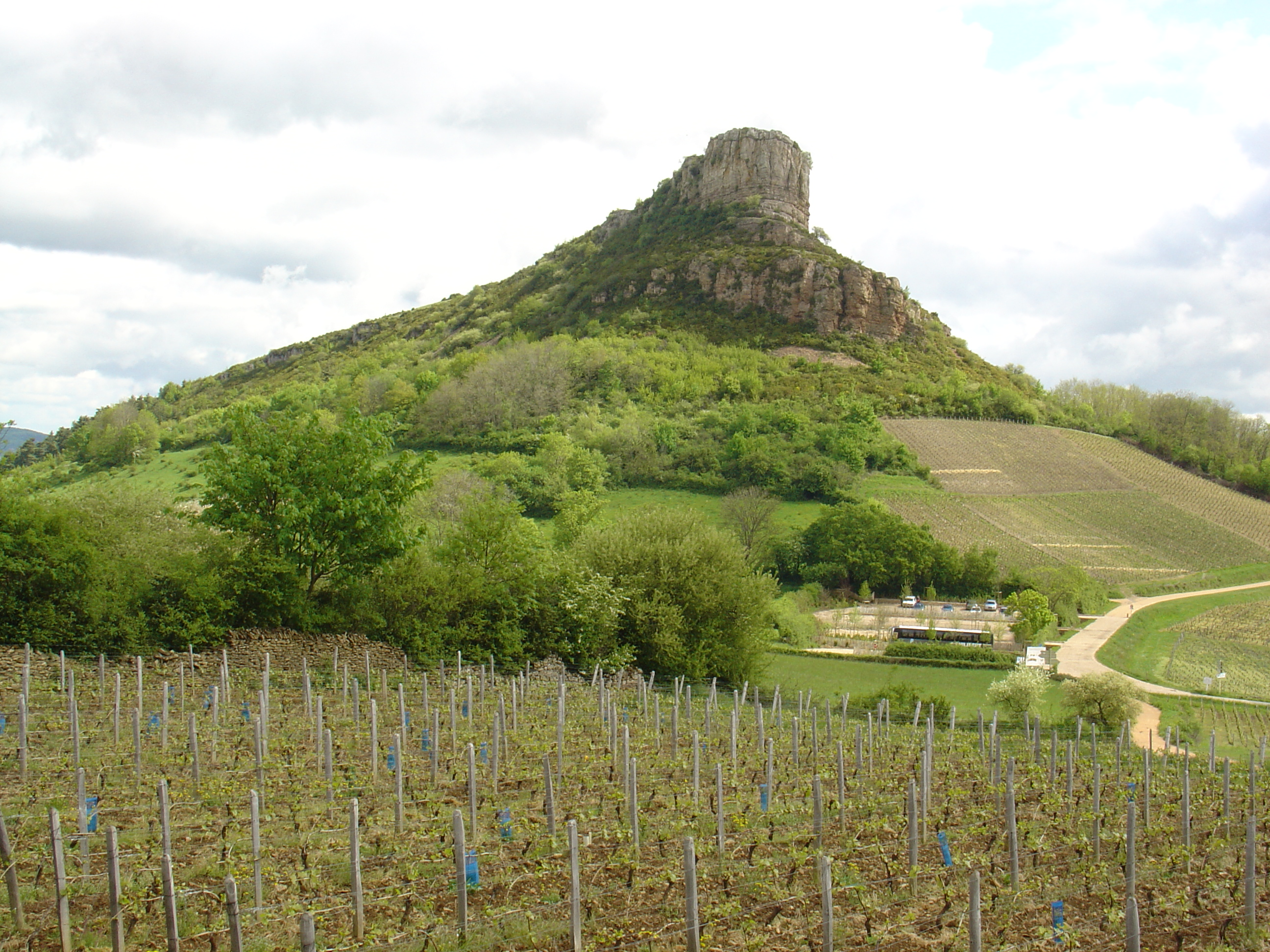
Der Felsen von Solutré-Pouilly im Mâconnais

- Im Beaujolais stößt kristallines Gestein wie Granit und Sedimentgestein wie Schiefer direkt an die Ebene der Bresse.
- Das Mâconnais ist aus einer Reihe parallel getrennter Blöcke aufgebaut, die in Richtung des Flusses Saône geneigt sind. Die Blöcke behielten im Gegensatz zum Beaujolais die Sedimentablagerungen des Trias und des Jura. Dieses Erscheinungsbild erstreckt sich von Solutré-Pouilly mit seinem Weinbaugebiet Pouilly-Fuissé im Süden über fast 50 km bis nach Tournus.
- Die Côte Chalonnaise ist dem Mâconnais geologisch ähnlich, doch weniger strukturiert. Beide Regionen sind durch das Tal der Grosne voneinander getrennt. Im Norden umschließt die zur Saône geneigte Kalksteinstruktur der Côte Chalonnaise den nordöstlichen Ausläufer des Horsts von Mont-Saint-Vincent.
- Die Côte d’Or, im Süden als Côte de Beaune und im Norden als Côte de Nuits bekannt, verläuft entlang der Verwerfung der Kalksteinhügel des Burgunds und des Grabens der Saône. Der Kalkstein dieser Region stammt aus dem Mitteljura und dem Oberjura.

Die zweite Subzone liegt auf den Hanglagen der Schichtstufe, die dem Pariser Becken zugewandt ist. Die prominentesten Weinlagen dieser Zone sind jene von Chablis und Pouilly-sur-Loire. Die Kalk- und Mergelböden dieser Weinbaugebiete entstanden im Erdzeitalter des Kimmeridgium und Portlandium. Durch die erosive Wirkung der Yonne und ihrer Nebenflüsse entstanden günstig ausgerichtete Hänge.

### Bodenkunde und die Weinlagen
Die verschiedenen Bodenarten, die durch den Aufschluss verschiedener Erdzeitalter entstanden, sind die Basis der ausgesprochen aufwändigen Klassifizierungssystems. Im Burgund wachsen die Reben auf Granit- und Schieferböden, auf Mergel und Kalkstein sowie Kies und Lehmböden des Tertiärs und Quartärs. Diese Vielfalt drückt sich in der Nation des Terroir-Gedankens aus. Die einzelnen Gemarkungen, im Burgund climat genannt, entstanden spätestens im 18. Jahrhundert und sind nur wenige Hektar, häufig jedoch nur einige Ar groß. Laut A. Vedel stellt das climat eine natürliche Einheit dar, die durch den Charakter des ihr eigenen Weines abgebildet wird.
Eine Studie über 59 verschiedene Bodenprofile der Côte de Nuits ergab, dass sich der Charakter einer Appellation im burgundischen Weinbau am besten durch die Parameter Hangneigung, Steinanteil, Lehmanteil sowie Kalkanteil definieren und differenzieren lässt. Die qualitativ wertvollsten Lagen des Burgund liegen auf kalksteinhaltigem Boden. Im Chablis sind beispielsweise die Böden des Kimmeridgiums aufgeschlossen. In den Lagen der Côte d’Or überwiegen die durch Erosion entstandenen Mergelböden auf einem Sockel von Jurakalk.
Weiter im Süden weicht der Kalk dem Granit des Beaujolais. Die lehmhaltigen Böden sind ideal zum Ausbau der Rebsorte Gamay.

## Rebsorten
Im Burgund ist die Auswahl zugelassener Rebsorten stark eingeschränkt. Die wichtigsten roten Sorten sind Spätburgunder und Gamay. Bei den weißen Reben überwiegen Chardonnay sowie Aligoté.

### Rote Rebsorten

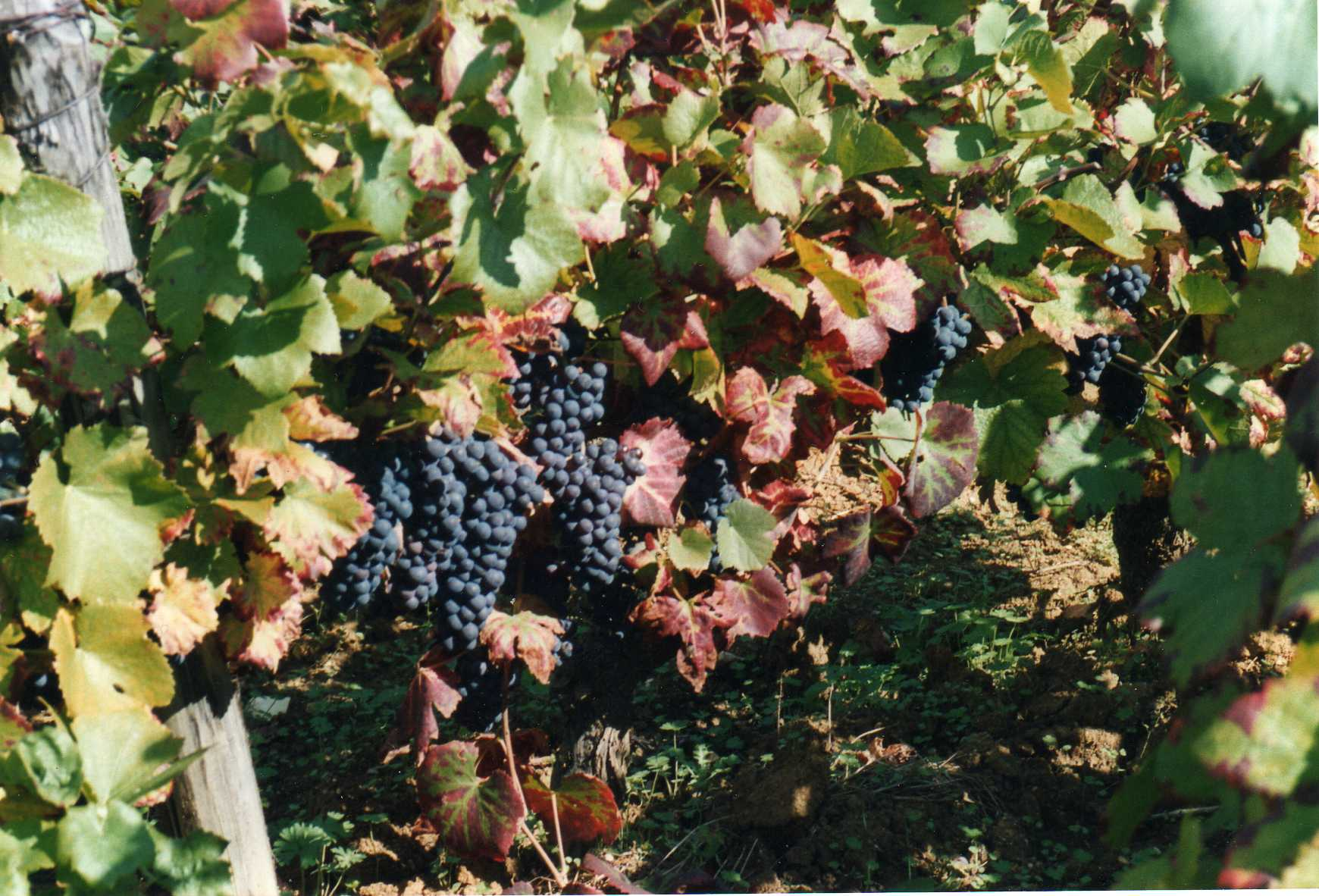
Spätburgunder-Reben im Anbaugebiet Côte chalonnaise

Der Spätburgunder, der in Frankreich Pinot Noir genannt wird, ist die wichtigste rote Rebsorte des Burgund. Während sie im Département Côte-d’Or mit 6269 ha und somit fast 95 % den Rebsortenspiegel der roten Sorten dominiert, nimmt sie in den Départements Yonne (680 ha, 85 %) und Saône-et-Loire (3131 ha, 50 %) einen geringeren Stellenwert ein. Insgesamt repräsentiert der Pinot Noir 36 % der bestockten Rebfläche des Burgunds. Die populärsten Spätburgunder-Weine stammten bis Mitte des 20. Jahrhunderts von hier, wo er vermutlich schon von den Römern angebaut wurde. In De re rustica beschreibt der altrömische Schreiber Columella eine Rebsorte, die dem heutigen Spätburgunder zugeordnet werden könnte.
Die kalksteinhaltigen Hanglagen des kühlen Weinbauklimas des Burgund ergeben samtige, nur mäßig tanninhaltige Weine. Die Weine aus den Toplagen genießen Weltruf und verfügen aufgrund einer kräftigen Säurestruktur über ein beträchtliches Alterungspotential.
Die Rebsorte Gamay verleiht dem fruchtigen Beaujolais ihren Charakter. Während sie im Département Côte-d’Or mit 290 ha und somit kaum 4 % keine Rolle spielt, kommt ihr in den Départements Yonne (73 ha, 9 %) und Saône-et-Loire (3028 ha, 48 %) eine bedeutendere Rolle zu. Eine dominierende Stellung hat sie jedoch im Département Rhône, wo im Jahr 2007 19.161 ha bestockter Rebfläche ermittelt wurden. Im Gegensatz zum Spätburgunder fühlt sich der Gamay auf sauren und lehmhaltigen Böden wohl. Die Rebsorte ist nur schwachwüchsig aber sehr ertragsreich. Die Erträge müssen daher durch geeignete Reberziehung eingeschränkt werden. Der Gamay treibt ähnlich früh wie der Spätburgunder aus und ist somit ebenfalls spätfrostgefährdet. Bei ungünstigem Wetter während der Blüte neigt die Sorte zu starkem verrieseln. Die Farbe der jungen Rotweine entspricht einem leuchtenden rubinrot mit deutlichen violetten Reflexen. Insbesondere für den jung zu konsumierenden Beaujolais Nouveau wird die Kohlensäuremaischung angewendet. Vom Weintyp ist dieser Beaujolais eher fruchtig und leicht und nicht so stark tanninbetont. Der Gamay findet auch Eingang in den Bourgogne Passetoutgrains.

### Weiße Rebsorten

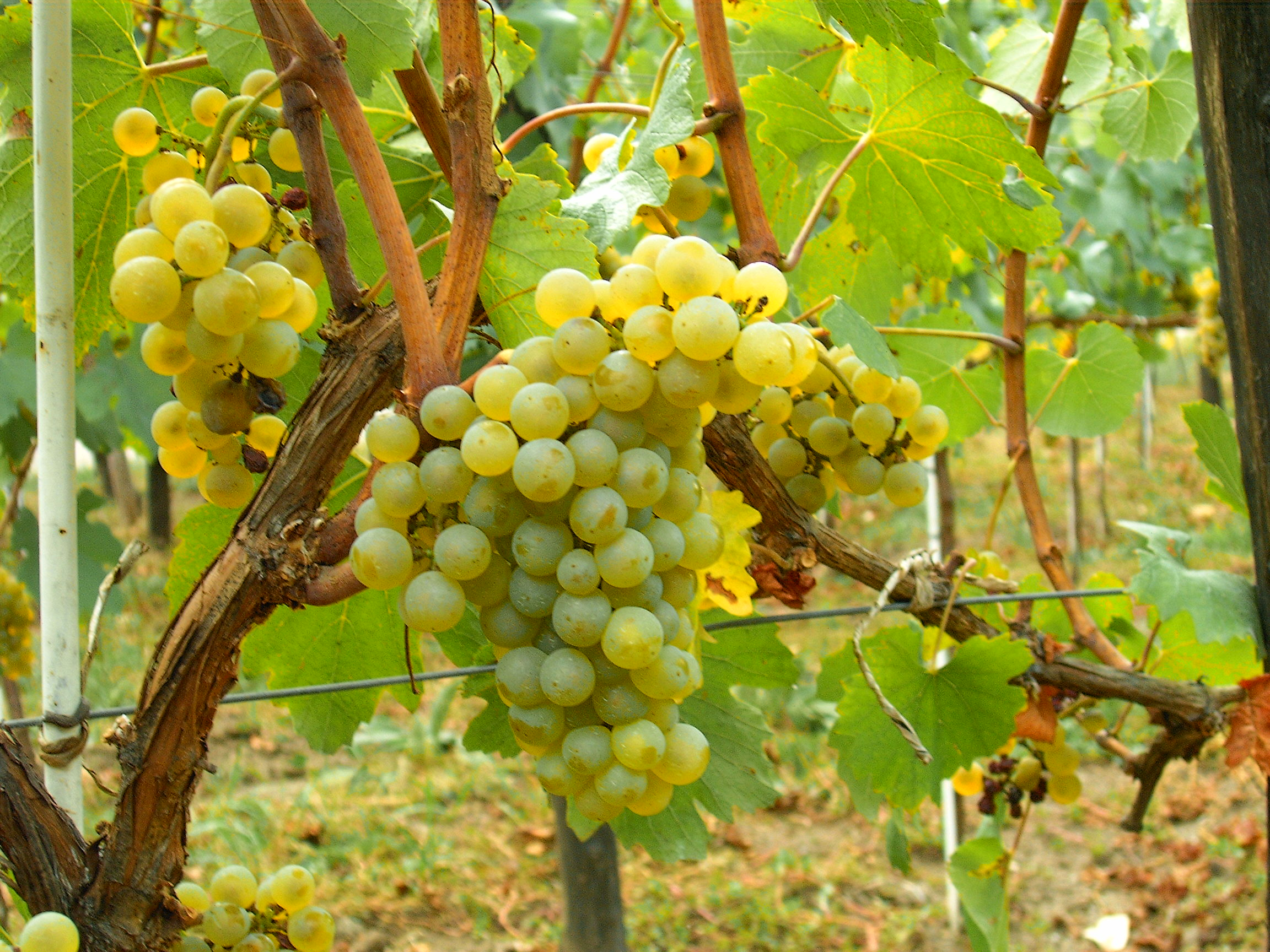
Trauben der Chardonnay-Rebe kurz vor der Ernte

Die wichtigste weiße Rebsorte des Burgund ist Chardonnay. Weltweit sind ca. 175.000 Hektar Rebfläche mit ihr bestockt. Damit liegt sie in der Rangliste der meist angebauten Rebsorten auf Platz 4 (bezogen auf Erhebungen aus dem Jahr 2016). An das Klima stellt er wenig Ansprüche, sein Anbau ist nicht auf die gemäßigten Bedingungen seiner burgundischen Heimat angewiesen. Der frühe Austrieb macht ihn allerdings für Spätfröste im Frühjahr anfällig. Dafür ist er allerdings auch im Herbst früh reif. Der Erfolg dieser Traube beruht darauf, dass sie auf nahezu jedem Bodentyp ansprechende Qualitäten hervorbringt. Die berühmtesten Chardonnay-Weine wachsen auf den kalkhaltigen Böden von Puligny-Montrachet, Meursault, Corton-Charlemagne (alle aus dem Erdzeitalter des Oxfordium) und Chablis (Kimmeridgium). Die Trauben haben nussige, im Alter leicht petrolige Aromen.
Aligoté stammt wie der Chardonnay auch von einer natürlichen Kreuzung zwischen Pinot und Gouais Blanc ab. Vereinzelt wird auch Melon de Bourgogne angebaut.
Im Département Yonne werden ca. 67 ha und im Département Allier 33 ha der Rebsorte Sacy (Klone 793, 833 und 965) angebaut. Zugelassen ist die Rebsorte in den Qualitätsweinen Crémant de Bourgogne und Bourgogne Grand Ordinaire sowie im VDQS-Wein Saint-Pourçain. Die eher frühreifende Sorte erbringt säurearme Weißweine mit niedrigem Alkoholgehalt und heller Farbe. Die Weine sind nicht lagerfähig.

## Die Hierarchie der Appellationen
Alle Weinlagen im Burgund sind nach der Qualität der Böden eingestuft:
- Grand Cru: An der Spitze der Appellationen stehen die Grand Crus. An der Côte d'Or liegt der Höchstertrag in Rotweinlagen zwischen 35 und 37 hl/ha, in Weißweinlagen bei 40 hl/ha und darf jeweils um maximal 20 % überschritten werden.[10]
- Premier Cru: An zweiter Stelle der Hierarchie kommen die Premier-Cru-Lagen. An der Côte d'Or sind 562 Lagen als Premier Cru festgelegt. Das entspricht etwa 10 % der Weinbaufläche. Der Höchstertrag liegt in Rotweinlagen bei 40 hl/ha, in Weißweinlagen bei 45 hl/ha und darf jeweils um maximal 20 % überschritten werden.[10]
- Village: Es folgen die kommunalen Appellationen. Bei den „Ortsweinen“ kann eine Lage benannt werden. Es gelten die gleichen Ertragsmengen wie bei den Premier Crus.
- Regionale Appellationen: Bourgogne (Chablis, Côte de Nuits, Hautes-Côtes de Nuits, Côte de Beaune, Hautes-Côtes de Beaune, Côte Chalonnaise, Maconnais), Bourgogne Passetoutgrains und Bourgogne Grand Ordinaire.

### Die regionalen Appellationen
In der nachfolgenden Tabelle findet sich eine Kurzzusammenfassung der wichtigsten Rahmenbedingungen der regionalen Appellationen.
| AOC                          | Bourgogne (rot, rosé)                                                                 | Bourgogne (weiß)        | Bourgogne Aligoté | Bourgogne Passetoutgrains                                                         | Bourgogne Grand Ordinaire (rot, rosé)                                                                              | Bourgogne Grand Ordinaire (weiß)                                                   |
| ---------------------------- | ------------------------------------------------------------------------------------- | ----------------------- | ----------------- | --------------------------------------------------------------------------------- | --- | ---------------------------------------------------------------------------------- |
| AOC Regelwerk                |                                                                                       |                         |                   |                                                                                   | |                                                                                    |
| Zugelassene Rebsorten        | Pinot Noir, Pinot Liébault, Grauburgunder Im Département Yonne auch César und Tressot | Chardonnay, Pinot Blanc | Aligoté           | Gamay, Pinot Noir In geringem Umfang auch Pinot Blanc, Pinot Gris oder Chardonnay | Pinot Noir, Pinot Liébault, Grauburgunder, Aligoté, Melon de Bourgogne Im Département Yonne auch César und Tressot | Chardonnay, Pinot Blanc Aligoté, Melon de Bourgogne Im Département Yonne auch Sacy |
| Mostgewicht (in g/l Zucker)  | 162 g/l (Rotwein) 153 g/l (Roséwein)                                                  | 153 g/l                 | 144 g/l           | 153 g/l                                                                           | 144 g/l (Rotwein) 136 g/l (Roséwein)                                                                               | 144 g/l                                                                            |
| Alkoholgehalt nach Vergärung | min 10 %                                                                              | min 10,5 %              | min 9,5 %         | min 9,5 %                                                                         | min 9 % | min 9,5 %                                                                          |
| Basisertrag                  | 55 hl/ha                                                                              | 60 hl/ha                | 60 hl/ha          | 55 hl/ha                                                                          | 55 hl/ha | 60 hl/ha                                                                           |

## Gebiete im Burgund
Aufgrund der Größe der Region haben sich sechs Gebiete herauskristallisiert.

### Chablis
Chablis ist eine von den restlichen Anbaugebieten isoliert gelegene Region im Nordwesten des Burgund, im Département Yonne nicht weit von Auxerre. Dort werden fast ausschließlich Weißweine aus Chardonnay in trockener Art hergestellt. Appellationen (AOC): Petit Chablis, Chablis, Chablis Premier Cru sowie Chablis Grand Cru.
Die sieben Grand-Cru-Lagen in Chablis:
- Blanchots 11,5 ha
- Les Clos 26 ha
- Valmur 13 ha
- Grenouilles 9,5 ha
- Vaudésir 16 ha
- Preuses 11 ha
- Bougros 16 ha

### Côte d’Auxerre, andere Weinbaugebiete der Yonne
Außer dem Chablis gibt es im Département Yonne noch mehrere Rebflächen in der Nähe von Irancy, Saint-Bris (Weißweine aus Sauvignon Blanc), Coulanges-la-Vineuse, Épineuil, Chitry und Vézelay. Angebaut werden neben einfacheren Weißweinen auch leichte Rotweine und Roséweine auf Basis von Pinot Noir sowie Crémant de Bourgogne.

### Côte de Nuits
In diesem nördlichen Teil der Côte d’Or (dem Sammelbegriff der beiden Bereiche Côte-de-Nuits und Côte-de-Beaune) wird fast ausschließlich Pinot Noir für Rotwein angebaut. Die Weinberge beginnen am Südrand von Dijon bei Marsannay-la-Côte und erstrecken sich über 22 km von Norden nach Süden bis nach Corgoloin, genau mittig zwischen Nuits-Saint-Georges und Beaune gelegen. Jeder Ort hat seine eigene Appellation d’Origine Contrôlée (AOC) gespickt mit Premier- und Grand-Cru-Lagen.
Die Weine sind relativ hell in der Farbe, jedoch recht kraftvoll auf der Zunge und besitzen ein rauchiges, nach süßer Eiche schmeckendes Aroma.
Die Grand-Cru-Lagen der Côte-de-Nuits:
| - Bonnes Mares ca. 16 ha - Chambertin 13,29 ha, mehr als 20 Winzer - Chambertin-Clos de Bèze, 15 ha 38 a 87 m². Der Weinberg wurde ca. im Jahr 630 von Mönchen angelegt und erstmals 636 n. Chr. erwähnt. - Chapelle-Chambertin 5,38 ha - Charmes-Chambertin 31,61 ha - Clos des Lambrays 8,9 ha - Clos de la Roche 16 ha - Clos Saint-Denis 6,5 ha - Clos de Tart 7 ha - Clos de Vougeot 50 ha, aufgeteilt auf über 70 Winzer - Échezeaux 30 ha - La Grande Rue 1,65 ha | - Grand Échezeaux 9 ha - Griotte-Chambertin 5,48 ha - Latricières-Chambertin 7 ha - Mazis-Chambertin 4 ha 56 a 11 m² - Mazoyères-Chambertin ca. 15 ha - Musigny 10,85 ha - Richebourg 8 ha - La Romanée 0,83 ha - Romanée-Conti 1,8 ha - Romanée-Saint-Vivant 9,5 ha - Ruchottes-Chambertin 3 ha 30 a 37 m² - La Tâche 6 ha |

### Côte de Beaune
Der südliche Abschnitt der Côte-d’Or beginnt nördlich von Beaune bei Corgoloin. In dieser Gegend produziert man hauptsächlich Rotwein aus Pinot Noir. Die Gegend südlich von Beaune bis Meursault und Puligny-Montrachet ist weltberühmt für beste Weißweine aus der Rebe Chardonnay. Noch weiter im Süden dominieren wieder Rotweine. Die gesamten Hänge hinter der Stadt Beaune bestehen aus Weinbergen. Die meisten Lagen haben Premier-Cru-Status. Diese Lagen liefern harmonische, zartfruchtige, ausdrucksvolle Weine.
Die Grand Cru Lagen der Côte-de-Beaune:
- Bâtard-Montrachet
- Bienvenues-Bâtard-Montrachet
- Charlemagne
- Chevalier-Montrachet
- Corton
- Corton-Charlemagne
- Criots-Bâtard-Montrachet
- Montrachet

### Côte Chalonnaise
Die Côte Chalonnaise ist nach der Stadt Chalon-sur-Saône benannt, die zwar abseits der Weinregion liegt, jedoch ihr Handelszentrum ist. Die Weißweine sind von sehr guter Qualität und meist preiswerter als die Weine der Côte de Beaune sowie einige Weine aus dem Mâconnais.
Fünf Gemeinden dürfen den eigenen Namen auf dem Etikett in Form eines Village-Weines nennen: Bouzeron, Givry, Mercurey, Montagny, Rully.
Der wichtigste Wein ist der Mercurey, benannt nach dem Dorf südlich von Chagny. Dieser Pinot Noir-Wein mag etwas derber als die weiter nördlich wachsenden Burgunder sein, ist dafür aber auch körperreicher und kräftiger. Ähnlich gut kann der Rote aus dem benachbarten Dorf Givry sein.
Der Ort Rully, nur wenige Kilometer südlich von Chagny, ist vor allem für seine Weißweine aus Chardonnay-Trauben bekannt. Sie sind fruchtiger und wesentlich leichter als die von Chassagne-Montrachet. Ein großer Teil der im südlichen Burgund wachsenden Weißweine wird zu Cremant de Bourgogne verarbeitet.

### Mâconnais
In dieser Region bekommt man bereits die Wärme des Südens zu spüren. Die Landschaft des Mâconnais ist sanft hügelig und reich an Ackerbau und Viehzucht. Die höchsten Hügel und die besten Weinlagen drängen sich im Süden, kurz vor dem Übergang zum Beaujolais. Die sieben eigenen Appellationen sind Mâcon Blanc, Mâcon-Villages, Pouilly-Fuissé, Pouilly-Loché, Pouilly-Vinzelles, Saint-Véran und Mâcon Rouge.
Die besten Qualitäten wachsen auf den Kalksteinhügeln im Süden des Mâconnais um das Dörfchen Pouilly-Fuissé, nach dem sie benannt sind. Auch Pouilly-Vinzelles und Saint-Véran bieten überdurchschnittlich gute Qualitäten. Etwa 75 % der gesamten Rebfläche des Mâconnais sind mit Chardonnay bestockt, Gamay wird nur noch wenig angebaut. Der aus Gamay gekelterte Wein heißt Mâcon Rouge und ist einer der wenigen Rotweine, in dem die Tradition der einstmals im gesamten Burgund weit verbreiteten Gamay-Traube noch fortlebt.
Die 43 zugelassenen Gemeinden der Mâcon-Villages-Weine sind:
| - Azé - Berzé-la-Ville - Berzé-le-Châtel - Bissy-la-Mâconnaise - Burgy - Bussières - Chaintré - Chânes - La Chapelle-de-Guinchay - Chardonnay (von hier hat die Rebsorte vielleicht ihren Namen) - Charnay-lès-Mâcon | - Chasselas - Chevagny-lès-Chevrières - Clessé - Crèche-sur-Sâone - Cruzilles - Davayé - Fuissé - Grévilly - Hurigny - Igé - Leynes | - Loché - Lugny - Milly-Lamartine - Montbellet - Péronne - Pierreclos - Prissé - Pruzilly - La Roche-Vineuse - Romanèche-Thorins (siehe auch Beaujolais) | - Saint-Amour-Bellevue - Saint-Gengoux-de-Scissé - Saint-Symphorien-d’Ancelles - Saint-Vérand - Sologny - Solutré-Pouilly - Uchizy - Vergisson - Verzé - Vinzelles - Viré |

### Beaujolais
Historisch und verwaltungstechnisch gehört das Gebiet des Beaujolais zwar großteils nicht zu Burgund, sondern zum Département Rhône und damit zur Region Auvergne-Rhône-Alpes. Dennoch ist das Weinbaugebiet Beaujolais seit einer Entscheidung des Gerichts von Dijon vom 29. April 1930 Teil des Weinbaugebiets Burgund. Die Charakteristik der Beaujolais-Weine unterscheidet sich jedoch deutlich von der der übrigen Burgunderweine.

## Côte d’Or
Die Côte d’Or (frz. „goldener Hang“) ist das Juwel unter den Weingebieten Burgunds. Sie reicht von Santenay im Süden über Beaune fast bis nach Dijon im Norden. Dort, wo kalkhaltige Bodenschichten an die Oberfläche treten, befinden sich einige der besten Weinlagen Frankreichs. Hier werden fast ausschließlich die Rebsorten Chardonnay und Pinot noir angebaut.
Die Côte d'Or ist in die vier Bereiche Côte de Nuits, Hautes-Côtes de Nuits, Côte de Beaune und Hautes-Côtes de Beaune unterteilt.

## Winzer, Händler, Qualitäten und Kennerschaft
Die praktisch unbezahlbaren Weinberge der Côte-d’Or sind in zahllose kleine und kleinste Besitztümer aufgeteilt, deren Größe manchmal nur wenige Quadratmeter betragen. Ihre Entstehung verdanken diese Kleinstparzellen dem französischen Erbrecht, das eine gleichmäßige Aufteilung des Besitzes an alle Kinder vorsieht, was zu einer Zersplitterung des Besitzes führt.
Ein Winzer, der über fünf Hektar Weinberge verfügt, kann sie gegebenenfalls an 20 verschiedenen Orten liegen haben, oft nur jeweils ein paar Reihen Reben in je einem der Weinberge. Der hohe Preis für den Zukauf von Land verhindert häufig eine Bereinigung dieser Situation. Dies ist für den Weintrinker eine schwierig zu durchschauende Situation. Während man im Bordelais in einem Château einen oder zwei Weine gleich bleibender Qualität kaufen kann, sagt der Lagenname im Burgund noch nichts über die Qualität im Glas aus.
Aus dieser Situation erklärt sich auch die Bedeutung der Weinhandelshäuser in Burgund, deren traditionelle Rolle darin liegt, den neuen Wein der vielen kleinen Winzer aufzukaufen, ihn in Fässern auszubauen und mit anderen Weinen der gleichen Lage oder demselben Dorf so zu mischen, dass ausreichend große Mengen für den nationalen und internationalen Markt zur Verfügung stehen. Der Händler übernimmt somit einen Teil der Kellereiaufgaben und die Verkaufsaufgaben für den Winzer. Seine Ortskenntnisse ermöglichen dem Händler mitunter, Qualitätsweine von hohem Niveau zusammenzustellen. Dieses System bedarf jedoch eines hohen Vertrauens zwischen Endkunde und Händler, da dem Händler Manipulationen kaum nachgewiesen werden können. Als Lösung wurde daher die Domänenabfüllung propagiert, wobei sich aber wieder das Grundproblem des Anbaugebiets Burgund stellt: Welcher Winzer erzeugt guten Wein und wer ist gewissenhafter?
Die burgundische Lagen-Klassifikation besagt zunächst nichts über die Qualität des dort wachsenden Weines, sondern trifft nur eine Einschätzung des Potentials, der theoretischen Möglichkeit einer Lage, guten Wein hervorbringen zu können. Inwieweit ein Winzer das Qualitätspotential seiner Lage tatsächlich zu nutzen versteht, liegt dann in seiner Arbeit in Weinberg und Keller begründet. Die Unterschiede können sehr beträchtlich sein; oft ist, als Beispiel, ein 30 % teurerer Wein der weitaus gelungenere Kauf im Vergleich zum scheinbar „preiswerten“ Wein, da viele Winzer in Burgund bei ihren wenigen hochklassig arbeitenden Kollegen „Trittbrett fahren“: den Ruf des Weines einer Lage begründen die wenigen erstklassigen Winzer. Die anderen Winzer hingegen hängen sich oftmals bei auf hohem Niveau leicht niedrigeren Preisen an, liefern aber teils deutlich schlechtere Qualitäten. Diese Umstände machen es sehr zeit- und kostenaufwendig (und manchmal durchaus enttäuschend) für Weinliebhaber, Kenner von Burgunderweinen werden zu wollen. Man muss sehr viel lesen und verkosten, um dann nach langem Zeiteinsatz die komplexen Verhältnisse Burgunds zu verstehen.

## Geschichte

### Die Ursprünge

Amphore des Typs Dressel I, die bei Châlon-sur-Sâone gefunden wurden

Vermutlich bauten bereits die Kelten vor der Ankunft der Römer Wein im Burgund an. Bei Ausgrabungen fanden Archäologen bisher nur wenige der typischen römischen Amphoren. Dies lässt den Schluss zu, dass bereits im 2. Jahrhundert nach Christus ausreichende Mengen an Burgunderwein vorhanden waren. Die Weine Italiens wurden bereits vor der Unterwerfung Galliens bis nach Cabillonum, das heutige Chalon-sur-Saône exportiert. Cabillonum war zur römischen Zeit ein bedeutender Hafen und die Römer unterhielten gute Geschäftsbeziehungen zum Stamm der Haeduer. Beim Ausbaggern der Sâone wurden annähernd 20.000 Scherben von Amphoren des Typs Dressel I gehoben, die auf das Jahr 130 v. Chr. datiert wurden  Amphoren dieses Typs wurden an der Küste des Tyrrhenischen Meer in Kampanien, Latium und Etrurien hergestellt. Ähnliche Funde machten die Archäologen im Oppidum von Bibracte.
In der Folge der Unterwerfung Galliens während des gallischen Kriegs durch Gaius Iulius Caesar gelangte der römisch beeinflusste Weinbau mit den römischen Legionen über das Rhonetal bis in die Region Burgund.
Im Jahr 92 erließ Kaiser Domitian ein Edikt, das die Weinberge der Provinz zur Hälfte zu vernichten seien. Zum einen achtete er nicht zu sehr auf die strikte Einhaltung und zum anderen reichte selbst die Beschränkung der Rebfläche zur Deckung des lokalen Verbrauchs.
Trotz der kurzen Regierungszeit des römischen Kaisers Probus (232–282) gehört er in einigen Regionen heute zu den auch Laien bekannten römischen Kaisern. Dies rührt von einer Nachricht in der Probus-Biographie der Historia Augusta her, wo es in Kapitel 18,8 heißt:
„Gallis omnibus et Hispanis ac Brittannis hinc permisit, ut vites haberent vinumque conficerent.“
„Er erlaubte allen Galliern, Spaniern und Briten, Reben zu besitzen und Wein herzustellen.“
Deshalb gilt Probus in zahlreichen Weinbaugebieten nördlich der Alpen als derjenige, der dort den Weinbau eingeführt hat. Sicher ist, dass die Weinproduktion in den nördlichen Regionen nach der Mitte des 3. Jahrhunderts deutlich an Bedeutung gewonnen hat.
Der früheste literarische Beleg der Existenz des Weinbaus findet sich in einem Besuchsbericht aus dem Jahr 312 n. Chr. von Kaiser Konstantin dem Großen in Autun.
Nach dem Zerfall des römischen Weltreichs begann die Zeit der Merowinger. Mit Schenkungen in den Jahren 587 und 630 von Weinbergen an die Abtei von St. Benignus in Dijon sowie an die Abtei Bèze bei Gevrey beginnt der klösterliche Weinbau in Burgund.

### Die Zeit der Klöster
Das Burgund des Mittelalters verdankt den Klöstern und Mönchen seinen ausgezeichneten Ruf als Weingegend. Sie verfügten über entsprechende Ländereien, ausreichenden Platz in den Klösterkellern sowie über die organisatorischen Fähigkeiten zur stetigen Verbesserung der Anbaumethoden. Erleichtert wurde dies durch die Aufzeichnungen der Mönche.
Das Benediktinerkloster Cluny wurde ab dem 10. Jahrhundert zum Mittelpunkt des burgundischen Weinbaus. Durch Schenkungen frommer Laien sowie von Herzögen verfügte Cluny schon bald über eine Großzahl der besten Lagen, die auch noch heute als Grand Cru-Lagen bekannt sind.
Kaum minder wichtig ist der Zisterzienserorden, der sich sowohl um Chablis als auch um die Gegend von Vougeot, Pommard, Nuits-Saint-Georges und Beaune verdient macht. Basierend auf den eigenen Aufzeichnungen beginnen die Zisterzienser mit der Abgrenzung der Lagen.
Auftrieb erhielten die Klöster durch die Tatsache, dass Papst Clemens V. seinen Amtssitz nach Avignon verlegte. in jener Zeit entwickelt sich ein reger Handel in den Süden Frankreichs.
Bereits aus dem Jahr 1187 ist die Praxis des Ban des vendanges schriftlich belegt. In Burgund wurde der Weinbergsbann somit schon ausgesprochen früh eingeführt.

### Die Zeit der Herzöge von Burgund
Der erste Herzog von Burgund, Philipp der Kühne (1363–1404) erkennt die kommerzielle Bedeutung des Weines für den Export und bemüht sich um eine Qualitätsoffensive. Unter anderem lässt er den Anbau von Gamay mit dem Argument der Schädlichkeit für die menschliche Gesundheit per Dekret verbieten. Außerdem verbietet er die Düngung der Weinberge, da offensichtlich die Erträge viel zu hoch waren. Der Kanzler des Herzogs, Nicolas Rolin, lässt im Übrigen im Jahr 1443 die bekannten Hospices de Beaune, auch Hôtel-Dieu genannt, erbauen.

### Die Neuzeit in Burgund
Nach dem Niedergang des Herzogtums Burgund gewann die Monarchie Frankreichs an Macht und schwächte somit die Stellung der Kirche. Im 17. Jahrhundert wurden viele der berühmten Weinberge an die Bürgerschaft Dijons verkauft. In jene Zeit fiel die Gründung der Handelshäuser, der Négociants, die sich sowohl um die Auswahl der Weine wie auch um das kommerzielle Frachtwesen kümmerten. Einige dieser Häuser bestehen heute noch, z. B. Champy (gegründet 1720) und Bouchard (gegründet 1731).

### Entwicklung vor und nach dem Zweiten Weltkrieg
In den 1930er Jahren lag Burgund und insbesondere die Cote d’Or wirtschaftlich darnieder. Kaum noch jemand wollte sich mit Burgunderweinen befassen. Zu dieser Zeit (1934) wurden die Grundzüge der im Wesentlichen noch heute gültigen Klassifikation der burgundischen Weinlagen gesetzlich gelegt.
Ebenso in jener Zeit entstand eine Initiative von Winzern, Händlern, Politikern und interessierten, den hochwertigen Wein aus Burgund und den Tourismus in Burgund zu promoten. Man gründete hierzu die „Bruderschaft der Weinverkoster“, die Chevalier du Tastevin. Die Bruderschaft wirbt mit großen Festlichkeiten für den Wein aus Burgund, so zum Beispiel Saint-Vincent tournante und den «Trois Glorieuses». Aufgenommen wird man in diese wahrlich exklusive Runde, nachdem man sich um den Burgunderwein als Winzer und Inhaber von Grand-Cru-Lagen verdient gemacht hat, oder wenn die Bruderschaft sich von Politikern oder Stars eine Aufwertung Burgunds verspricht.
Auch Burgund hat nun unter den allgemeinen Entwicklungen der Weinmärkte seit der Mitte der 1990er Jahre zu leiden: Wein aus Australien, Neuseeland, Argentinien, Chile und den USA, hergestellt mit agrar-industriellen Techniken, drängt auf alle Märkte. Die teure Arbeit und die hohen Kosten erstklassiger französischer Herkunft werden immer weniger am Markt gewürdigt. Das schafft einen Preis- und Mengendruck, den auch die Winzer in Burgund spüren. Ein Weinliebhaber muss sich schon tief auf die Eigenarten Burgunds eingelassen haben, um das hohe Preisniveau Burgunds in Relation zu teils weiterhin höchsten Qualitäten zu akzeptieren. Nicht wenigen Weinmögern wird es so ergehen, dass sie für besondere Gelegenheiten einige Flaschen exzellenten Burgunders lagern, aber ihren Normalbedarf an Weinen eher aus anderen Regionen decken werden. Die Entwicklung der Produktionsmenge in den letzten Jahren zeigt die rechts stehende Tabelle.